# Lycoderes gaffa
Lycoderes gaffa är en insektsart som beskrevs av Leon Fairmaire 1846. Lycoderes gaffa ingår i släktet Lycoderes och familjen hornstritar. Inga underarter finns listade i Catalogue of Life.